# Wierzbownik jasnogardły
Wierzbownik jasnogardły, wierzbówka jasnogardła (Horornis haddeni) – gatunek małego ptaka z rodziny wierzbówkowatych (Cettiidae), wcześniej zaliczany do pokrzewkowatych (Sylviidae). Występuje endemicznie na należącej do Papui-Nowej Gwinei Wyspie Bougainville’a w archipelagu Wysp Salomona. Został naukowo opisany w 2006 roku. Słabo poznany ptak, bliski zagrożenia wyginięciem.
Występowanie
Dotychczas znaleziono go jedynie w paśmie Crown Prince Range na Wyspie Bougainville’a. Zamieszkuje lasy górskie w przedziale wysokości 700–1500 m n.p.m.
Status
IUCN od 2008 roku uznaje wierzbownika jasnogardłego za gatunek bliski zagrożenia (NT – Near Threatened). Liczebność populacji nie została oszacowana, ale ptak ten opisywany jest jako lokalnie pospolity. Trend liczebności populacji uznawany jest za spadkowy. Nie są znane żadne szczególne zagrożenia, jednak gatunek ten prawdopodobnie zagrożony jest przez prowadzoną na małą skalę wycinkę lasów dla celów rolniczych oraz drapieżnictwo ze strony introdukowanych szczurów śniadych i zdziczałych kotów.